# Digital television

Val av sändningssystem för marksänd digital-TV i olika länder.

Digital television, oftast kallat digital-TV (DTV) är televisionsutsändningar där man använder digital modulation och komprimering för att sända ljud och bild. I DTV kan man också bifoga andra tjänster, exempelvis textning av program och elektronisk programguide (EPG). De senaste åren har Internetströmmad TV blivit alltmer populärt, i och med utvecklingen av Smart-TV-apparater och den ökade användningen av sådana apparater i hushåll, vilket möjliggör TV-visning utan antenn och istället genom den befintliga Internetuppkopplingen, med bandbreddsanpassad kvalitet utan risk för avbrott eller artefakter.

## Teknik
De viktigaste egenskaperna med digital-TV är att den digitala signalen kan, utan några större förluster, komprimeras så att det för TV-sändningar avsatta frekvensområdet kan innehålla fler kanaler. Dessutom är digitala sändningar mindre känsliga för störningar eftersom systemet har inbyggd felkorrigering.
I vissa situationer, till exempel om det är väldigt mycket rörelse i bilden, kan de digitala sändningarnas kvalitet bli betydligt sämre än de analoga sändningarna. Komprimeringstekniken bygger på att inte hela bilden behöver skickas för varje uppdatering, utan att enbart information om vad som har ändrats sedan den senaste bilden skickas. Om alltför mycket har ändrats måste hela bilden skickas för varje uppdatering. För att kunna hålla den begränsade datamängden per sekund måste varje bild komprimeras hårt vilket kan ge dålig kvalitet.
"Grynig" bild som man kan drabbas av vid analoga sändningar förekommer inte om bilden överförs digitalt, vilket gör att digitala sändningar ger betydande kvalitetsvinster jämfört med analoga sändningar om mottagningsförhållandena är dåliga.
Vid mycket dåliga mottagningsförhållanden kan de digitala sändningarnas kvalitet tvärt om bli sämre än de analoga, eftersom både bild och ljud kan bli "ryckiga" eller t.o.m. försvinna helt periodvis. En analog sändning hade istället gett en mycket grynig bild och brusigt ljud.
I Europa och på många andra håll i världen sker digitala TV-sändningar normalt enligt standarden DVB (internetbaserade sändningar använder andra system), som idag bygger på komprimeringsteknikerna MPEG-2 och MPEG-4. Därtill används ofta något krypteringssystem för betal-TV-kanaler.

## Distributionssätt

### Terrestrial (markbunden)
Huvudartiklar: DVB-T, DVB-T2
Digital terrestrial television (DVB-T), eller markbunden television (det så kallade marknätet), består av ett eller flera sändarnät som finns placerade på olika master. Sådana sändningsnät finns i dagsläget i bland annat Tyskland, Italien, Sverige, Storbritannien, Finland och Danmark.
Sändningar i digitala marknät förekommer både som krypterade och okrypterade sändningar. I Storbritannien är nästan alla sändningar i det digitala nätet okrypterade, så man kan se runt trettio kanaler utan att betala för det, bara man skaffar sig en digitalbox. I Sverige är ungefär två tredjedelar av TV-kanalerna krypterade.
Planer finns i många länder på att ersätta det gamla analoga nätet med digitala sändningar. År 2003 blev Berlin först i världen att släcka de analoga sändningarna och släckningen ska därefter fortsätta genom landet. Sverige genomförde 2005-2007 en liknande stegvis släckning, medan man i Finland stängde hela nätet 1.9 2007 kl 04:00 EST och i Danmark övergick man till DVB-T den vid midnatt natten till den 1/11 2009. (Till skillnad från Sverige, vars digital-TV i huvudsak baseras på MPEG2-kodning, lanserades den effektivare MPEG4-kodningen samtidigt.) Orsaken till att man ofta vill släcka de analoga sändningarna snabbt är bland annat att man vill kunna använda de frekvenserna till annat istället.
Digital-TV tar också mindre plats genom att de olika kanalerna inte som förr sänds "en och en" på olika frekvenser (som kräver ett visst "avstånd" för att inte störa varandra), utan i "knippen" av kanaler som kallas för MUXar. Varje MUX innehåller ett flertal kanaler. MPEG4-kodade MUX:ar tar mindre plats än MPEG2-kodade. Men antalet kanaler per MUX avgörs också om det ingår HDTV-kanaler eller ej.

### Kabel
Huvudartikel: DVB-C
I Sverige sänder många kabel-TV-nät digital-TV parallellt med de analoga sändningarna. Oftast brukar man då ha ett analogt standardutbud som sedan kan kompletteras med digitala kanaler. De flesta kabeldistributörer har dock inga planer på att släcka de analoga sändningarna, och vissa förlitar sig fortfarande på enbart analoga sändningar. (Via olika antenner kan man dock ofta kombinera analog kabel-TV med marksänd digital TV, s.k. DVB-T eller DVB-T2-teknik och/eller satellitsänd digital-TV, s.k. DVB-S-teknik.)
Com Hem, som är det i särklass största kabelnätet i landet (75 % av kabel-tv marknaden), inledde sina digitala sändningar i november 1998. Sedan den 8 september 2020 sänds enbart digitala kanaler i Com Hems kabelnät.
I Finland sänds ingen analog signal i kabelnätet efter den 29 februari 2008 efter ett beslut i riksdagen. Detta beslut gäller dock ej centralantennandelslag; i dessa nät kan det fortfarande (i september 2009) finnas analoga sändningar.

### Satellit
Huvudartikel: DVB-S
Alla satellitdistributörer har nästan helt gått över till digitala sändningar. Bland de svenska tv-kanalerna finns ingen längre i analog satellitversion. I andra länder har utvecklingen mot digitala sändningar inte kommit lika långt och i till exempel Tyskland sänds flertalet satellitkanaler både digitalt och analogt.

### Mobil-TV
Se DVB-H.

### IP-nätverk
Det senaste sättet att ta emot digital-TV är via bredband, något som ofta kallas IPTV. I Sverige tillhandahålls sådana tjänster av exempelvis Telia och Bredbandsbolaget/Viasat. Observera att IPTV sker i stängda nätverk, inte över öppna internet. TV-sändningar över internet kallas i allmänhet webb-TV.

## Digital-TV-övergången i Sverige
Huvudartikel: Marksänd digital-TV i Sverige
Våren 2003 beslutade riksdagen att analoga sändningar i marknätet skulle upphöra för att ge plats åt digitala. Man hade då sänt digitalt och analogt parallellt sedan 1999. Övergången gjordes i fem etapper, och slutfördes den 29 oktober 2007, då hela landet var digitaliserat.
- Etapp 1, hösten 2005: Bland annat Gotland, Gävle och Motala.
- Etapp 2, våren 2006: Bland annat Norrköping, Uppsala, Västerås och Örebro.
- Etapp 3, hösten 2006: Bland annat Halmstad, Jönköping, Varberg och Växjö.
- Etapp 4 våren 2007: Bland annat Stockholm, Sundsvall, Östersund, Kiruna, Luleå.
- Etapp 5 hösten 2007: Bland annat Göteborg, Malmö, Umeå, Trollhättan, Helsingborg och Lund.